# Монетний двір США
Монетний двір США (англ. United States Mint; до 1984 року Бюро монетного двору) — агентство Міністерства фінансів Сполучених Штатів Америки, що піклується карбуванням металевої валюти країни. Монетний двір було засновано у Філадельфії в 1792 році, незабаром було відкрито й інші центри, монети яких ідентифікуються відповідними монетними знаками.
Станом на 2019 час в США існує чотири активні монетні двори:
- Філадельфійський монетний двір
- Денверський монетний двір
- Монетний двір у Сан-Франциско
- Монетний двір у Вест-Пойнті